# Sebastian Balthasar

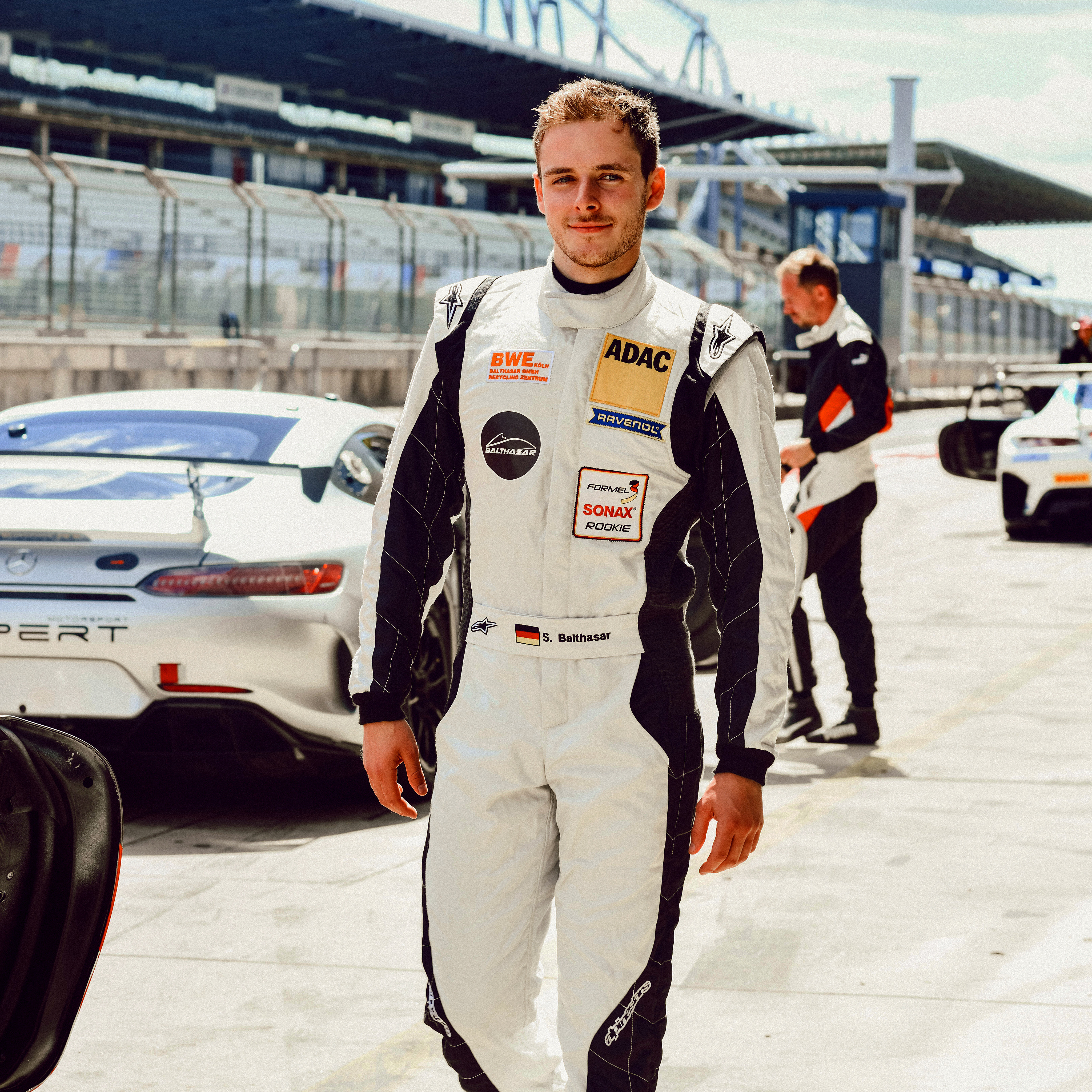
Sebastian Balthasar in 2020

Sebastian Balthasar (Keulen, 30 augustus 1996) is een Duits autocoureur.

## Carrière
Balthasar begon zijn autosportcarrière in het karting in 2009. In dat jaar werd hij achter Larry ten Voorde en Maximilian Dittrich derde in de Duitse Rotax Max Challenge. Later reed hij ook in de Thomas Knopper Memorial en het Duitse Junior Kart-kampioenschap.
In 2012 maakte Balthasar zijn debuut in het formuleracing, waarbij hij in de ADAC Formel Masters reed voor het team G&J/Schiler Motorsport naast Alessio Picariello. Met een vierde plaats op de Lausitzring als beste resultaat eindigde hij als dertiende in het kampioenschap met 37 punten.
In de winter van 2013 nam Balthasar deel aan het laatste raceweekend van het Indiase kampioenschap MRF Challenge op de Irungattukottai Race Track. Hij haalde de finish in drie van de vier races en behaalde hiemee negen punten, goed voor een negentiende plaats in het kampioenschap. Hierna maakte hij zijn Formule 3-debuut in de Trophy-klasse van het Duitse Formule 3-kampioenschap voor het team GU-Racing. Hij won dertien van de 26 races in deze klasse en werd hiermee overtuigend kampioen met 76 punten voorsprong op zijn teamgenoot Freddy Killensberger. Hij kwam ook in aanmerking voor het reguliere kampioenschap, waarin hij met een vierde plaats op de Sachsenring als beste resultaat als tiende eindigde. Ook kwam hij in aanmerking voor het rookiekampioenschap, wat hij als zevende afsloot, en de DMSB-bokaal voor Duitse coureurs, waarin hij achter Marvin Kirchhöfer als tweede eindigde.
In 2014 maakt Balthasar de overstap naar het Acceleration 2014-kampioenschap in de Formula Acceleration 1. Hij komt hierin uit voor het Acceleration Team Duitsland. Ook maakt Balthasar in 2014 zijn debuut in de GP3 Series voor het team Hilmer Motorsport. Hij vervangt hier de Rus Nikolay Martsenko tijdens het derde raceweekend op Silverstone.